# Élet csillaga

Az Élet csillaga, ahogy a mentőszolgálatok járművein láthatjuk

Az Élet csillaga hatágú csillag alakú kék sokszög, amelyet fehér és kék színű szegély vesz körbe. Az embléma közepén fehér színű Aszklépiosz botja található. Eredetileg az Egyesült Államok Autópálya Közlekedésbiztonsági Hivatala (National Highway Traffic Safety Administration) használta a különféle mentőszolgálatok járművein felragasztva.

## Története
Az Amerikai Egyesült Államokban eleinte narancssárga keresztet használtak a mentőszolgálatok járművein, de az Amerikai Vöröskereszt bepanaszolta 1973-ban a Szövetségi Kormányzatnál, mivel túlságosan hasonlít a Genfi egyezmények által védett vöröskereszthez. Az Élet csillagát Leo R. Schwartz, az Egyesült Államok Autópálya Közlekedésbiztonsági Hivatala mentőszolgálatokért felelős vezetője tervezte.
Az új szimbólumot 1977. február 1-jén védette le az Egyesült Államok Autópálya Közlekedésbiztonsági Hivatala/National Highway Traffic Safety Administration, de később világszerte elterjedt, mint a különféle mentőszervezetek nemzetközi jelképe. 

## A kígyóembléma
A kígyóembléma Aszklépiosz botja, ami világszerte az orvoslás szimbóluma.

## Szimbolizmus

Az Élet csillagának hat pontja

A csillag hat ágán az általános elsősegélynyújtás hat alapelve van feltüntetve.
1. Baleset/esemény észlelése: Az először a helyszínre érkezők általában nem hivatásos elsősegélynyújtó civilek, akik látták vagy részesei voltak a bekövetkezett eseménynek. A helyzet felmérése, helyszín biztosítása után elsősegélyben részesítik a sérülteket.
2. Jelentés: A Mentőszolgálatot azonnal értesítik, és pontos leírást adnak a bekövetkezett eseményről.
3. Reagálás: Az első helyszínre érkezők elsősegélyben részesítik a sérülteket.
4. Helyszíni elsősegélynyújtás: A Mentőszolgálat a helyszínre érve felméri a sérültek állapotát és azonnal megkezdik helyszíni ellátásukat.
5. Útközbeni ellátás: A sérülteket a Mentőszolgálat mentőgépjárművel vagy mentőhelikopterrel a legközelebbi kórházba szállítja, de közben megfelelő egészségügyi ellátásban részesíti a betegeket.
6. Kórházi szakellátás: Megfelelő kórházi szakellátásban való részesítés.

## Általános használat

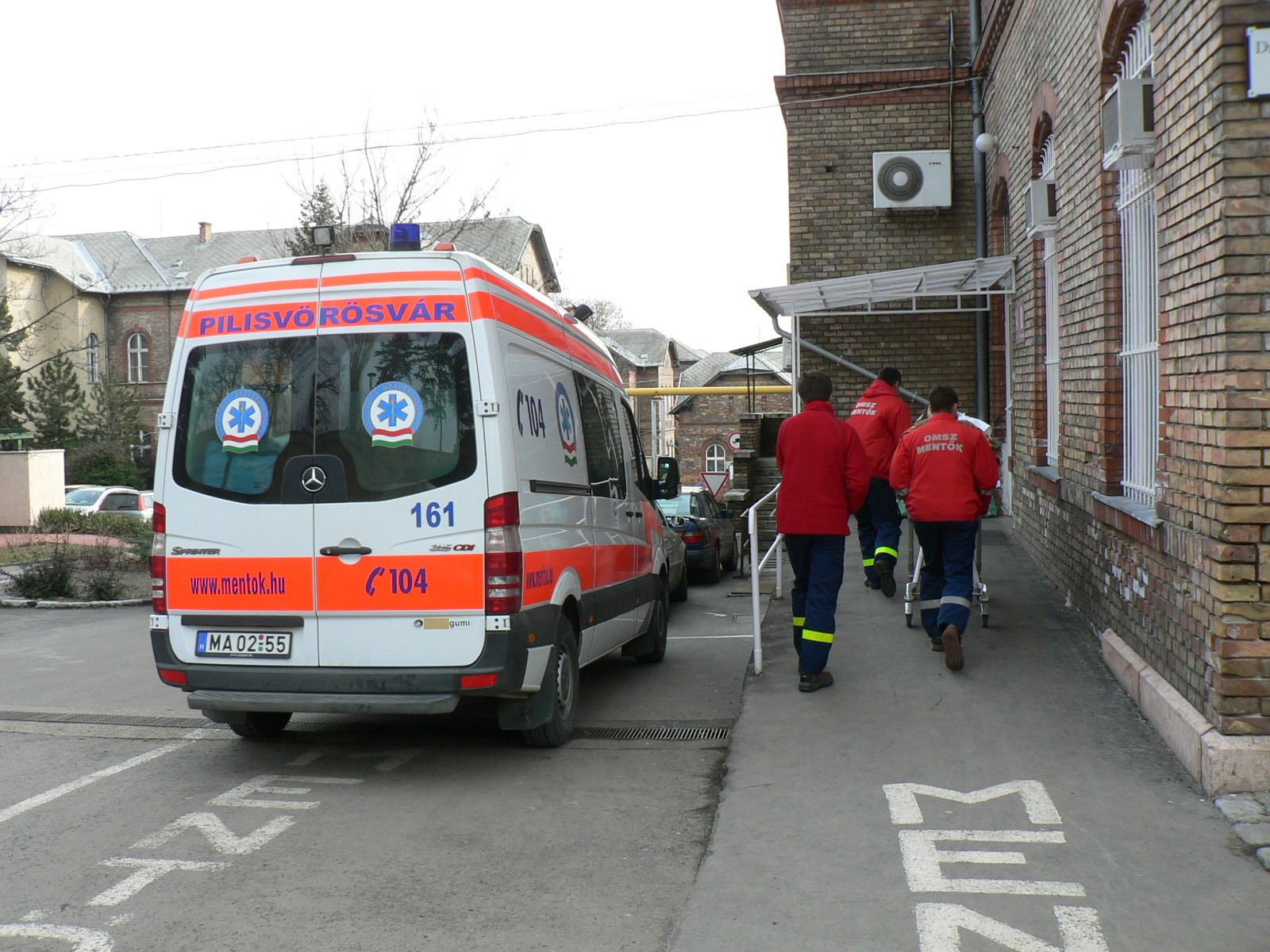
Beteggel érkezik a János Kórházhoz a pilisvörösvári mentőegység Mercedes Sprintere

Az OMSZ mentőgépjárművein többszörösen is fel van tüntetve az Élet csillaga, jelezve, hogy hivatalos mentőszolgálatról van szó.